# NGC 372
NGC 372 este o stea triplă situată în constelația Peștii. A fost descoperită în 12 decembrie 1876 de către John Dreyer. NGC 372 este probabil să fie de fapt NGC 370.